# Villata
Villata is een gemeente in de Italiaanse provincie Vercelli (regio Piëmont) en telt 1615 inwoners (31-12-2004). De oppervlakte bedraagt 14,4 km², de bevolkingsdichtheid is 112 inwoners per km².

## Demografie
Villata telt ongeveer 713 huishoudens. Het aantal inwoners steeg in de periode 1991-2001 met 0,2% volgens cijfers uit de tienjaarlijkse volkstellingen van ISTAT.
| Jaar | Inwoneraantal |
| ---- | ------------- |
| 1991 | 1620          |
| 2001 | 1624          |

## Geografie
De gemeente ligt op ongeveer 136 m boven zeeniveau.
Villata grenst aan de volgende gemeenten: Borgo Vercelli, Caresanablot, Casalvolone (NO), Oldenico, San Nazzaro Sesia (NO), Vercelli.